# La Ferté-Saint-Samson
La Ferté-Saint-Samson is een gemeente in het Franse departement Seine-Maritime (regio Normandië) en telt 341 inwoners (1999). De plaats maakt deel uit van het arrondissement Dieppe.

## Geografie
De oppervlakte van La Ferté-Saint-Samson bedraagt 19,6 km², de bevolkingsdichtheid is 17,4 inwoners per km².
De onderstaande kaart toont de ligging van La Ferté-Saint-Samson met de belangrijkste infrastructuur en aangrenzende gemeenten.

## Demografie
Onderstaande figuur toont het verloop van het inwonertal (bron: INSEE-tellingen).